# Chengyue, Guangdong
Chengyue är en köping i sydöstra Kina. Den ligger i Suixi härad i staden Zhanjiang i provinsen Guangdong, omkring 390 kilometer sydväst om provinshuvudstaden Guangzhou. Antalet invånare är 85 668. Befolkningen består av 40 742 kvinnor och 44 926 män. Barn under 15 år utgör 23,0 %, vuxna 15-64 år 66 %, och äldre över 65 år 9,0 %.